# Kim So-eun
Kim So-eun (sinh ngày 6 tháng 9 năm 1989) là nữ diễn viên Hàn Quốc được biết đến với vai Ga Eul trong phim truyền hình Vườn sao băng.

## Tiểu sử
Kim So-eun theo học tại Đại học Chung-Ang chuyên ngành sân khấu điện ảnh cùng với Choi Woo-hyuk, Go Ara và Kim Bum.

## Sự nghiệp
Kim So-eun lần đầu bước vào nghề diễn viên là vào năm 2004 với vai phụ trong phim điện ảnh Two Guys khi cô mới là học sinh cấp 2. Kể từ đó cô góp mặt trong nhiều phim điện ảnh như Fly, Daddy, Fly và The Show Must Go On nhưng được biết đến nhiều hơn cả qua các phim truyền hình.
Vai diễn đáng chú ý nhất của Kim So-eun là Chu Ga-eul, người yêu của nhân vật So Yi-jung vai của Kim Bum trong phim truyền hình ăn khách Vườn sao băng năm 2009. Năm 2009 cô tham gai vai chính trong He Who Can't Marry.
Ngoài ra cô còn tham gia đóng vai chính trong các clip ca nhạc của SHINee and 8eight, và là người mẫu quảng cáo cho sản phẩm Clean and Clear và Pocari Sweat. Năm 2009, cô được chọn làm đại sứ cho 5th Korea International Youth Film Festival.

## Danh sách phim

### Phin truyền hình
| Năm  | Tựa                               | Vai diễn                     |
| ---- | --------------------------------- | ---------------------------- |
| 2005 | Sisters of the Sea                | Young Song Jung Hee          |
| 2005 | Bản tình ca buồn                  | Young Hae In                 |
| 2006 | Drama City tập: Tình yêu đầu tiên |                              |
| 2009 | Thái hậu Cheonchu                 | Thiên Thu Thái hậu lúc trẻ   |
| 2009 | Boys Over Flowers                 | Chu Ga Eul                   |
| 2009 | The Man Who Can't Get Married     | Jeong Yoo Jin                |
| 2010 | A Good Day For The Wind To Blow   | Kwon Oh Bok                  |
| 2011 | A Thousand Kisses                 | Woo Joo Mi                   |
| 2012 | Secret Angel                      | Angel L                      |
| 2012 | Happy Ending                      | Kim Eun Ha                   |
| 2012 | Horse Doctor                      | Princess Sukhwi              |
| 2013 | After School: Lucky or Not        | Kim So Eun                   |
| 2014 | Liar Game                         | Nam Da Jung                  |
| 2015 | Scholar who walks the night       | Choi Hye-ryung/Lee Myung-hee |
| 2016 | Pounding Spike 2                  | Han Da Woon/Han Ah Reum      |
| 2018 | That Man Oh Soo                   | Seo Yoo Ri                   |

### Chương trình truyền hình
| Năm  | Tựa            | Với tư cách |                       |
| ---- | -------------- | ----------- | --------------------- |
| 2014 | We Got Married | Chính mình  | cùng với Song Jae Rim |

### Phim điện ảnh
| Năm  | Tựa                 | Vai        |
| ---- | ------------------- | ---------- |
| 2004 | Two Guys            |            |
| 2006 | Family Matters      |            |
| 2006 | Fly, Daddy, Fly     | Dami       |
| 2007 | The Show Must Go On | Hee Soo    |
| 2007 | Someone Behind You  | Kim Ga-yun |
| 2014 | Mourning Grave      | Sae Hee    |

### Video âm nhạc
| Năm  | Tựa đề            | Nghệ sĩ    | Bạn diễn                          |
| ---- | ----------------- | ---------- | --------------------------------- |
| 2009 | "Bodyguard"       | SHINee     | Kim Bum và Boom(khách mời)        |
| 2009 | "Goodbye My Love" | 8eight     | Jinwoon của 2AM và Jung Gyeo-woon |
| 2009 | "Bye Bye Bye"     | Monday Kiz | Monday Kiz                        |

## Giải thưởng và đề cử
| Năm  | Giải                           | Hạng mục                            | Kết quả   |
| ---- | ------------------------------ | ----------------------------------- | --------- |
| 2009 | Mnet 20's Choice Awards        | Hot New Star                        | Đề cử     |
| 2009 | KBS Drama Awards               | Female Rookie Award                 | Đoạt giải |
| 2009 | Arirang TV 1000th Episode Poll | Best Couple (với Kim Bum)           | Đoạt giải |
| 2010 | Movie Awards (DMA)             | Favorite Couple (với Kim Bum)       | Đoạt giải |
| 2010 | KBS Drama Awards               | Best Actress                        | Đề cử     |
| 2012 | MBC Drama Awards               | Female Rookie                       | Đoạt giải |
| 2014 | MBC Entertainment awards       | Best couple award with Song Jae Rim | Đoạt giải |